# Kristen Poulsgaard
Kristen Kristensen Poulsgaard (født 10. marts 1935 i Højtoft, Husby Sogn) er en dansk politiker og tidligere medlem af Folketinget. Efter beskæftigelse som bl.a. sømand, slagteriarbejder og fodermester var Poulsgaard aktiv ved dannelsen af Fremskridtspartiet i 1972. Han har også beskæftiget sig med revyskuespil og kunstmaleri, og efter medlemskabet af Folketinget var han pølsemand.
Som folketingsmedlem 1973–1990 var han et af partiets mest farverige medlemmer bl.a. som ordfører i kulturpolitiske spørgsmål. Efter en kulturdebat i Folketinget udtalte han angiveligt, at "Danmark er for lille et sprogområde til at have sin egen ballet". Han erklærede sig fejlciteret, men i den danske offentlighed er han forblevet knyttet til citatet.
I de sidste tre år som folketingsmedlem var han Fremskridtspartiets repræsentant i Folketingets Præsidium. I samme periode støttede Poulsgaard de baltiske staters bestræbelser for at genvinde uafhængigheden fra Sovjetunionen; Poulsgaard foreslog at invitere Estland, Letland og Litauen med til møder i Nordisk Råd, men kom ikke igennem med forslaget.
Poulsgaard har desuden været aktiv i amts- og kommunalpolitik, bl.a. som amtsrådsmedlem i Ringkøbing Amt, og i 2001 forsøgte han at blive borgmester i Lemvig.
På Fremskridtspartiets landsmøde i 1995 blev han berømt for at kalde Kristian Thulesen Dahl og personerne i partiets hovedbestyrelse for tøsedrenge, men han har siden erklæret sin modstræbende støtte til Dansk Folkeparti.
Poulsgaard er søn af gårdejer Jens Peter Kristensen Poulsgaard (død 1973) og hustru Laura Kristensen (død 1997). Han har siden den 28. december 1961 været gift med Hanne Pihl Hansen (født 1945).

## Filmografi
- Ofelia kommer til byen, 1985